# VM i håndbold 2021 (kvinder)
Verdensmesterskabet i håndbold for kvinder 2021 var det 25. VM i håndbold for kvinder arrangeret af IHF og afholdt i Spanien. Den 18. oktober 2018, offentliggjorde International Handball Federation, på en kongres i Doha, Qatar, at verdensmesterskabet for både kvinder og mænd blev udvidet fra 24 til nu 32 hold.
Holland var forsvarende verdensmestre fra 2019, efter de vandt for første gang.
Norge vandt deres fjerde VM-titel, efter finalesejr over Frankrig 29-22. Danmark vandt bronzekampen over Spanien, med cifrene 35-28.
Norske Kari Brattset Dale blev kåret til VM-turneringens bedste spiller, mens danske Sandra Toft blev kåret som bedste målvogter. Derudover blev slutrundens topscorer svenske Nathalie Hagman, med i alt 71 mål.

## Budrunde
Pr. 18. februar 2015 havde Frankrig vist interesse for at afholde mesterskabet. Værtsnationen skulle have været udpeget i løbet af IHF's ordinære kongres Budapest i Ungarn 4. til 7. juni 2015, men det blev først offentliggjort 28. januar 2017.
Udover Spanien, havde også Ungarn søgt om afholdelse af verdensmesterskabet med værtsbyer i Győr, Veszprém, Szeged, Tatabánya, Debrecen og hovedstaden Budapest. Den 28. januar 2017, offentliggjorde International Handball Federation, at Spanien blev tildelt værtskabet, efter en hemmelig afstemning i IHF-rådet.

## Spillesteder
Mesterskabet bliver spillet i følgende spanske byer: Llíria, Torrevieja, Castelló og Granollers som også danner ramme om finaleweekenden.
| Granollers                                     | Llíria                                                 |
| ---------------------------------------------- | ------------------------------------------------------ |
| Palau d'Esports de Granollers Kapacitet: 5,685 | Poliesportiu Pla de L'Arc Kapacitet: 4,200             |
|                                                |                                                        |
| CastellónGranollersLlíriaTorrevieja            |                                                        |
| Castelló                                       | Torrevieja                                             |
| Pabellón Ciutat de Castelló Kapacitet: 5,263   | Palacio de los Deportes de Torrevieja Kapacitet: 4,500 |
|                                                |                                                        |

## COVID-19-sundhedsforanstaltninger
Grundet Coronaviruspandemien, udviklede International Handball Federation en handlingsplan for at afholde VM-slutrunden i Spanien. Ud over de generelle hygiejneretningslinjer, gælder de spanske myndigheders retningslinjer også for alle de deltagende hold. Hvert hold skal også udføre PCR-test, før de rejser til Spanien. Der vil også blive gennemført samtlige test under turneringen. Alle deltagere, uanset om det er hold, supervisorer, embedsmænd, medierepræsentanter eller hjælpere, skal vaccineres med en godkendt SARS-CoV-2-vaccine, for at de kan deltage. Publikumskapaciteten ved slutrunden, er blevet begrænset til 80 procent.

## Kampbold
Den officielle kampbold til VM, er fremstillet af det japanske sportsfirma Molten. Bolden kaldet "X5000 Spain 2021 Edition" og har farverne på det spanske flag, rød og gul, samt et farverigt mosaikmønster, der er baseret på den traditionelle trencadis-teknik. Derudover er der et X-design, der skal repræsentere passionen i spillet.

## Maskot
VM-turneringens maskot er Lola. Lola er designet efter en iberisk los.

## Kvalificerede lande
| Turnering                                | Datoer                           | Pladser | Kvalificerede lande                                                                                     |
| ---------------------------------------- | -------------------------------- | ------- | --- |
| Værtsland                                | 28. januar 2017                  | 1       | Spanien                                                                                                 |
| VM i håndbold 2019                       | 30. november - 15. december 2019 | 1       | Holland                                                                                                 |
| EM i håndbold 2020                       | 3. - 20. december 2020           | 4       | Kroatien · Danmark · Frankrig · Norge                                                                   |
| Syd- og Mellemamerikamesterskabet 2021   | 4. - 10. oktober 2021            | 3       | Argentina · Brasilien · Paraguay                                                                        |
| Asienmesterskabet 2021                   | 15. - 25. september 2021         | 6       | Iran · Japan · Kasakhstan · Sydkorea · Usbekistan                                                       |
| Afrikamesterskabet 2021                  | 8. - 18. juni 2021               | 4       | Angola · Cameroun · Congo · Tunesien                                                                    |
| Europæisk kvalifikation                  | 19. marts 2020 - 21. april 2021  | 10      | Montenegro · Rumænien · Rusland · Serbien · Slovenien · Sverige · Tjekkiet · Tyskland · Ungarn · Østrig |
| Nordamerika og Caribienmesterskabet 2021 | 23. - 27. august 2021            | 1       | Puerto Rico                                                                                             |
| Wildcard                                 | 8. august 2021                   | 2       | Polen · Slovakiet                                                                                       |
| Wildcard                                 | 23. september 2021               | 1       | Kina |

## Lodtrækning
Lodtrækningen til gruppedannelserne blev afholdt 12. august 2021 i Castellón de la Plana, klokken 22.00.

### Seedning
Seedningslagene blev offentliggjort den 8. august 2021. Som værtsnation, måtte Spanien selv vælge gruppe.
| Pot 1                                                                        | Pot 2                                                                            | Pot 3                                                                                        | Pot 4                                                                         |
| ---------------------------------------------------------------------------- | -------------------------------------------------------------------------------- | -------------------------------------------------------------------------------------------- | ----------------------------------------------------------------------------- |
| - Holland - Norge - Spanien - Frankrig - Kroatien - Danmark - RHF - Tyskland | - Montenegro - Ungarn - Sverige - Sydkorea - Japan - Rumænien - Serbien - Østrig | - Angola - Brasilien - Argentina - Cameroun - Tjekkiet - Tunesien - Puerto Rico - Kasakhstan | - Iran - Slovakiet - Slovenien - Usbekistan - Kina - Congo - Paraguay - Polen |

Gruppelodtrækningen resulterede i følgende otte grupper, som blev fuldendt efter alle deltagende hold havde gennemført kvalifikationerne, der stadig var udestående på det tidspunkt lodtrækningen fandt sted. Gruppefordelen er inddelt som følger:
| Gruppe A   | Gruppe B | Gruppe C   | Gruppe D    |
| ---------- | -------- | ---------- | ----------- |
| Frankrig   | RHF      | Norge      | Holland     |
| Montenegro | Serbien  | Rumænien   | Sverige     |
| Angola     | Cameroun | Kasakhstan | Puerto Rico |
| Slovenien  | Polen    | Iran       | Usbekistan  |
| Gruppe E   | Gruppe F | Gruppe G   | Gruppe H    |
| Tyskland   | Danmark  | Kroatien   | Spanien     |
| Ungarn     | Sydkorea | Japan      | Østrig      |
| Tjekkiet   | Tunesien | Brasilien  | Argentina   |
| Slovakiet  | Congo    | Paraguay   | Kina        |

## Dommere
18 dommerpar, blev præsenteret den 12. oktober 2021.
| Dommere             | Dommere                         |
| ------------------- | ------------------------------- |
| Algeriet            | Yousef Belkhiri Sid Ali Hamidi  |
| Argentina           | María Paolantoni Mariana García |
| Bosnien-Hercegovina | Amar Konjičanin Dino Konjičanin |
| Kroatien            | Davor Lončar Zoran Lončar       |
| Danmark             | Karina Christiansen Line Hansen |
| Egypten             | Yasmina El-Saied Heidy El-Saied |
| Frankrig            | Karim Gasmi Raouf Gasmi         |
| Tyskland            | Maike Merz Tanja Kuttler        |
| Moldova             | Alexei Covalciuc Igor Covalciuc |

| Dommere    | Dommere                             |
| ---------- | ----------------------------------- |
| Montenegro | Novica Mitrović Miljan Vešović      |
| Portugal   | Marta Sá Vânia Sá                   |
| Rumænien   | Cristina Năstase Simona Stancu      |
| Rusland    | Viktoria Alpaidze Tatiana Berezkina |
| Serbien    | Marko Sekulić Vladimir Jovandić     |
| Sydkorea   | Koo Bo-ok Lee Se-ok                 |
| Spanien    | Javier Álvarez Ion Bustamante       |
| Tunesien   | Samir Krichen Samir Makhlouf        |
| Tyrkiet    | Kürşad Erdoğan İbrahim Özdeniz      |

## Gruppespillet

### Gruppe A
| Pos | Hold       | K | V | U | T | M+ | M- | MF  | P | Kvalifikation  |
| --- | ---------- | - | - | - | - | -- | -- | --- | - | -------------- |
| 1   | Frankrig   | 3 | 3 | 0 | 0 | 83 | 57 | +26 | 6 | Mellemrunde    |
| 2   | Slovenien  | 3 | 1 | 1 | 1 | 71 | 72 | −1  | 3 | Mellemrunde    |
| 3   | Montenegro | 3 | 1 | 0 | 2 | 67 | 72 | −5  | 2 | Mellemrunde    |
| 4   | Angola     | 3 | 0 | 1 | 2 | 65 | 85 | −20 | 1 | Presidents Cup |

| 3. december 2021 18:00 | Frankrig         | 30–20   | Angola     | Palau d'Esports de Granollers, Granollers Tilskuere: 527 Dommere: Lončar, Lončar (CRO) |
| 3. december 2021 18:00 | Foppa, Granier 4 | (13–9)  | Venâncio 5 | Palau d'Esports de Granollers, Granollers Tilskuere: 527 Dommere: Lončar, Lončar (CRO) |
| 3. december 2021 18:00 | 4×               | Rapport | 7× 1×      | Palau d'Esports de Granollers, Granollers Tilskuere: 527 Dommere: Lončar, Lončar (CRO) |

| 3. december 2021 20:30 | Montenegro  | 18–28   | Slovenien | Palau d'Esports de Granollers, Granollers Tilskuere: 1,007 Dommere: Álvarez, Bustamante (ESP) |
| 3. december 2021 20:30 | Radičević 7 | (8–16)  | Gros 6    | Palau d'Esports de Granollers, Granollers Tilskuere: 1,007 Dommere: Álvarez, Bustamante (ESP) |
| 3. december 2021 20:30 | 4× 1×       | Rapport | 5×        | Palau d'Esports de Granollers, Granollers Tilskuere: 1,007 Dommere: Álvarez, Bustamante (ESP) |

| 5. december 2021 18:00 | Slovenien | 18–29   | Frankrig    | Palau d'Esports de Granollers, Granollers Tilskuere: 1,211 Dommere: Sá, Sá (POR) |
| 5. december 2021 18:00 | Varagić 6 | (8–13)  | Nze Minko 6 | Palau d'Esports de Granollers, Granollers Tilskuere: 1,211 Dommere: Sá, Sá (POR) |
| 5. december 2021 18:00 | 5×        | Rapport | 3×          | Palau d'Esports de Granollers, Granollers Tilskuere: 1,211 Dommere: Sá, Sá (POR) |

| 5. december 2021 20:30 | Montenegro   | 30–20   | Angola   | Palau d'Esports de Granollers, Granollers Tilskuere: 1,310 Dommere: García, Paolantoni (ARG) |
| 5. december 2021 20:30 | Radičević 12 | (11–9)  | Guialo 6 | Palau d'Esports de Granollers, Granollers Tilskuere: 1,310 Dommere: García, Paolantoni (ARG) |
| 5. december 2021 20:30 | 2× 1×        | Rapport | 2× 1×    | Palau d'Esports de Granollers, Granollers Tilskuere: 1,310 Dommere: García, Paolantoni (ARG) |

| 7. december 2021 18:00 | Angola    | 25–25   | Slovenien | Palau d'Esports de Granollers, Granollers Tilskuere: 1,450 Dommere: Stancu, Lovin (ROU) |
| 7. december 2021 18:00 | Pascoal 7 | (14–13) | Gros 12   | Palau d'Esports de Granollers, Granollers Tilskuere: 1,450 Dommere: Stancu, Lovin (ROU) |
| 7. december 2021 18:00 | 2×        | Rapport | 2× 1×     | Palau d'Esports de Granollers, Granollers Tilskuere: 1,450 Dommere: Stancu, Lovin (ROU) |

| 7. december 2021 20:30 | Frankrig    | 24–19   | Montenegro  | Palau d'Esports de Granollers, Granollers Tilskuere: 2,481 Dommere: Belkhiri, Hamidi (ALG) |
| 7. december 2021 20:30 | Lassource 6 | (12–12) | Radičević 7 | Palau d'Esports de Granollers, Granollers Tilskuere: 2,481 Dommere: Belkhiri, Hamidi (ALG) |
| 7. december 2021 20:30 | 2× 3×       | Rapport | 4× 1×       | Palau d'Esports de Granollers, Granollers Tilskuere: 2,481 Dommere: Belkhiri, Hamidi (ALG) |

### Gruppe B
| Pos | Hold     | K | V | U | T | M+ | M-  | MF  | P | Kvalifikation  |
| --- | -------- | - | - | - | - | -- | --- | --- | - | -------------- |
| 1   | RHF      | 3 | 3 | 0 | 0 | 98 | 63  | +35 | 6 | Mellemrunde    |
| 2   | Serbien  | 3 | 2 | 0 | 1 | 90 | 71  | +19 | 4 | Mellemrunde    |
| 3   | Polen    | 3 | 1 | 0 | 2 | 77 | 70  | +7  | 2 | Mellemrunde    |
| 4   | Cameroun | 3 | 0 | 0 | 3 | 55 | 116 | −61 | 0 | Presidents Cup |

| 3. december 2021 18:00 | RHF       | 40–18   | Cameroun | Poliesportiu Pla de L'Arc, Llíria Tilskuere: 690 Dommere: Koo, Lee (KOR) |
| 3. december 2021 18:00 | Markova 6 | (17–10) | Ekoh 4   | Poliesportiu Pla de L'Arc, Llíria Tilskuere: 690 Dommere: Koo, Lee (KOR) |
| 3. december 2021 18:00 | 3×        | Rapport | 3× 1×    | Poliesportiu Pla de L'Arc, Llíria Tilskuere: 690 Dommere: Koo, Lee (KOR) |

| 3. december 2021 20:30 | Serbien      | 25–21   | Polen    | Poliesportiu Pla de L'Arc, Llíria Tilskuere: 1,067 Dommere: Gasmi, Gasmi (FRA) |
| 3. december 2021 20:30 | Janjušević 7 | (16–13) | Rosiak 6 | Poliesportiu Pla de L'Arc, Llíria Tilskuere: 1,067 Dommere: Gasmi, Gasmi (FRA) |
| 3. december 2021 20:30 | 4× 1×        | Rapport | 4× 2×    | Poliesportiu Pla de L'Arc, Llíria Tilskuere: 1,067 Dommere: Gasmi, Gasmi (FRA) |

| 5. december 2021 18:00 | Polen    | 23–26   | RHF     | Poliesportiu Pla de L'Arc, Llíria Tilskuere: 1,166 Dommere: Christiansen, Hansen (DEN) |
| 5. december 2021 18:00 | Rosiak 8 | (10–16) | Ilina 8 | Poliesportiu Pla de L'Arc, Llíria Tilskuere: 1,166 Dommere: Christiansen, Hansen (DEN) |
| 5. december 2021 18:00 | 2× 1×    | Rapport | 3× 1×   | Poliesportiu Pla de L'Arc, Llíria Tilskuere: 1,166 Dommere: Christiansen, Hansen (DEN) |

| 5. december 2021 20:30 | Serbien     | 43–18   | Cameroun | Poliesportiu Pla de L'Arc, Llíria Tilskuere: 1,086 Dommere: Belkhiri, Hamidi (ALG) |
| 5. december 2021 20:30 | M. Agbaba 7 | (19–9)  | Ekoh 7   | Poliesportiu Pla de L'Arc, Llíria Tilskuere: 1,086 Dommere: Belkhiri, Hamidi (ALG) |
| 5. december 2021 20:30 | 1×          | Rapport | 6× 1×    | Poliesportiu Pla de L'Arc, Llíria Tilskuere: 1,086 Dommere: Belkhiri, Hamidi (ALG) |

| 7. december 2021 18:00 | Cameroun | 19–33   | Polen    | Poliesportiu Pla de L'Arc, Llíria Dommere: Sá, Sá (POR) |
| 7. december 2021 18:00 | Ekoh 9   | (7–16)  | Roszak 9 | Poliesportiu Pla de L'Arc, Llíria Dommere: Sá, Sá (POR) |
| 7. december 2021 18:00 | 6×       | Rapport | 4×       | Poliesportiu Pla de L'Arc, Llíria Dommere: Sá, Sá (POR) |

| 7. december 2021 20:30 | RHF          | 32–22   | Serbien                  | Poliesportiu Pla de L'Arc, Llíria Tilskuere: 1,500 Dommere: Merz, Kuttler (GER) |
| 7. december 2021 20:30 | Managarova 7 | (15–9)  | Radojević, Stoiljković 4 | Poliesportiu Pla de L'Arc, Llíria Tilskuere: 1,500 Dommere: Merz, Kuttler (GER) |
| 7. december 2021 20:30 | 3×           | Rapport | 4× 1×                    | Poliesportiu Pla de L'Arc, Llíria Tilskuere: 1,500 Dommere: Merz, Kuttler (GER) |

### Gruppe C
| Pos | Hold       | K | V | U | T | M+  | M-  | MF  | P | Kvalifikation  |
| --- | ---------- | - | - | - | - | --- | --- | --- | - | -------------- |
| 1   | Norge      | 3 | 3 | 0 | 0 | 120 | 49  | +71 | 6 | Mellemrunde    |
| 2   | Rumænien   | 3 | 2 | 0 | 1 | 99  | 61  | +38 | 4 | Mellemrunde    |
| 3   | Kasakhstan | 3 | 1 | 0 | 2 | 66  | 109 | −43 | 2 | Mellemrunde    |
| 4   | Iran       | 3 | 0 | 0 | 3 | 45  | 111 | −66 | 0 | Presidents Cup |

| 3. december 2021 18:00 | Rumænien       | 39–11   | Iran          | Pabellón Ciutat de Castelló, Castelló Tilskuere: 600 Dommere: Alpaidze, Berezkina (RUS) |
| 3. december 2021 18:00 | Dincă, Laslo 6 | (20–3)  | Vatanparast 6 | Pabellón Ciutat de Castelló, Castelló Tilskuere: 600 Dommere: Alpaidze, Berezkina (RUS) |
| 3. december 2021 18:00 | 1×             | Rapport | 2× 1×         | Pabellón Ciutat de Castelló, Castelló Tilskuere: 600 Dommere: Alpaidze, Berezkina (RUS) |

| 3. december 2021 20:30 | Norge    | 46–18   | Kasakhstan    | Pabellón Ciutat de Castelló, Castelló Tilskuere: 900 Dommere: Erdoğan, Özdeniz (TUR) |
| 3. december 2021 20:30 | Hovden 7 | (24–10) | Alexandrova 7 | Pabellón Ciutat de Castelló, Castelló Tilskuere: 900 Dommere: Erdoğan, Özdeniz (TUR) |
| 3. december 2021 20:30 | 3× 1×    | Rapport |               | Pabellón Ciutat de Castelló, Castelló Tilskuere: 900 Dommere: Erdoğan, Özdeniz (TUR) |

| 5. december 2021 18:00 | Rumænien | 38–17   | Kasakhstan    | Pabellón Ciutat de Castelló, Castelló Tilskuere: 1,200 Dommere: El-Saied, El-Saied (EGY) |
| 5. december 2021 18:00 | Moisă 6  | (14–9)  | Alexandrova 8 | Pabellón Ciutat de Castelló, Castelló Tilskuere: 1,200 Dommere: El-Saied, El-Saied (EGY) |
| 5. december 2021 18:00 | 3×       | Rapport | 1×            | Pabellón Ciutat de Castelló, Castelló Tilskuere: 1,200 Dommere: El-Saied, El-Saied (EGY) |

| 5. december 2021 20:30 | Iran           | 9–41    | Norge              | Pabellón Ciutat de Castelló, Castelló Tilskuere: 850 Dommere: Konjičanin, Konjičanin (BIH) |
| 5. december 2021 20:30 | tre spillere 2 | (3–22)  | Røsberg Jacobsen 7 | Pabellón Ciutat de Castelló, Castelló Tilskuere: 850 Dommere: Konjičanin, Konjičanin (BIH) |
| 5. december 2021 20:30 | 3×             | Rapport | 1×                 | Pabellón Ciutat de Castelló, Castelló Tilskuere: 850 Dommere: Konjičanin, Konjičanin (BIH) |

| 7. december 2021 18:00 | Kasakhstan    | 31–25   | Iran      | Pabellón Ciutat de Castelló, Castelló Tilskuere: 1,400 Dommere: García, Paolantoni (ARG) |
| 7. december 2021 18:00 | Alexandrova 8 | (14–10) | Kianara 6 | Pabellón Ciutat de Castelló, Castelló Tilskuere: 1,400 Dommere: García, Paolantoni (ARG) |
| 7. december 2021 18:00 | 6×            | Rapport | 4×        | Pabellón Ciutat de Castelló, Castelló Tilskuere: 1,400 Dommere: García, Paolantoni (ARG) |

| 7. december 2021 20:30 | Norge           | 33–22   | Rumænien | Pabellón Ciutat de Castelló, Castelló Tilskuere: 3,200 Dommere: Mitrović, Vešović (MNE) |
| 7. december 2021 20:30 | Brattset Dale 7 | (17–11) | Laslo 6  | Pabellón Ciutat de Castelló, Castelló Tilskuere: 3,200 Dommere: Mitrović, Vešović (MNE) |
| 7. december 2021 20:30 | 2×              | Rapport | 4× 2×    | Pabellón Ciutat de Castelló, Castelló Tilskuere: 3,200 Dommere: Mitrović, Vešović (MNE) |

### Gruppe D
| Pos | Hold        | K | V | U | T | M+  | M-  | MF  | P | Kvalifikation  |
| --- | ----------- | - | - | - | - | --- | --- | --- | - | -------------- |
| 1   | Holland     | 3 | 2 | 1 | 0 | 144 | 63  | +81 | 5 | Mellemrunde    |
| 2   | Sverige     | 3 | 2 | 1 | 0 | 125 | 56  | +69 | 5 | Mellemrunde    |
| 3   | Usbekistan  | 3 | 0 | 0 | 3 | 56  | 134 | −78 | 0 | Mellemrunde    |
| 4   | Puerto Rico | 3 | 1 | 0 | 2 | 55  | 127 | −72 | 2 | Presidents Cup |

| 3. december 2021 18:00 | Holland                    | 55–15   | Puerto Rico | Palacio de los Deportes de Torrevieja, Torrevieja Tilskuere: 548 Dommere: Covalciuc, Covalciuc (MDA) |
| 3. december 2021 18:00 | van Wetering, Vollebregt 8 | (23–6)  | Ceballos 5  | Palacio de los Deportes de Torrevieja, Torrevieja Tilskuere: 548 Dommere: Covalciuc, Covalciuc (MDA) |
| 3. december 2021 18:00 | 1×                         | Rapport |             | Palacio de los Deportes de Torrevieja, Torrevieja Tilskuere: 548 Dommere: Covalciuc, Covalciuc (MDA) |

| 3. december 2021 20:30 | Sverige | 46–15   | Usbekistan                     | Palacio de los Deportes de Torrevieja, Torrevieja Tilskuere: 1,138 Dommere: Sekulić, Jovandić (SRB) |
| 3. december 2021 20:30 | Lerby 6 | (22–11) | Khudoykulova, Razakbergenova 3 | Palacio de los Deportes de Torrevieja, Torrevieja Tilskuere: 1,138 Dommere: Sekulić, Jovandić (SRB) |
| 3. december 2021 20:30 | 1×      | Rapport | 1×                             | Palacio de los Deportes de Torrevieja, Torrevieja Tilskuere: 1,138 Dommere: Sekulić, Jovandić (SRB) |

| 5. december 2021 15:30 | Sverige   | 48–10   | Puerto Rico | Palacio de los Deportes de Torrevieja, Torrevieja Tilskuere: 907 Dommere: Kuttler, Merz (GER) |
| 5. december 2021 15:30 | Hagman 19 | (26–5)  | Ceballos 3  | Palacio de los Deportes de Torrevieja, Torrevieja Tilskuere: 907 Dommere: Kuttler, Merz (GER) |
| 5. december 2021 15:30 | 4× 2× 1×  | Rapport | 5×          | Palacio de los Deportes de Torrevieja, Torrevieja Tilskuere: 907 Dommere: Kuttler, Merz (GER) |

| 5. december 2021 18:00 | Usbekistan                 | 17–58   | Holland        | Palacio de los Deportes de Torrevieja, Torrevieja Tilskuere: 1,009 Dommere: Mitrović, Vešović (MNE) |
| 5. december 2021 18:00 | Abdumannonova, Bahromova 4 | (10–28) | Bont, Nüsser 7 | Palacio de los Deportes de Torrevieja, Torrevieja Tilskuere: 1,009 Dommere: Mitrović, Vešović (MNE) |
| 5. december 2021 18:00 | 4×                         | Rapport | 1×             | Palacio de los Deportes de Torrevieja, Torrevieja Tilskuere: 1,009 Dommere: Mitrović, Vešović (MNE) |

| 7. december 2021 18:00 | Puerto Rico | 30–24   | Usbekistan      | Palacio de los Deportes de Torrevieja, Torrevieja Tilskuere: 571 Dommere: Krichen, Makhlouf (TUN) |
| 7. december 2021 18:00 | Ceballos 9  | (14–12) | Khudoykulova 10 | Palacio de los Deportes de Torrevieja, Torrevieja Tilskuere: 571 Dommere: Krichen, Makhlouf (TUN) |
| 7. december 2021 18:00 | 4× 2×       | Rapport | 2× 1×           | Palacio de los Deportes de Torrevieja, Torrevieja Tilskuere: 571 Dommere: Krichen, Makhlouf (TUN) |

| 7. december 2021 20:30 | Holland | 31–31   | Sverige   | Palacio de los Deportes de Torrevieja, Torrevieja Tilskuere: 1,825 Dommere: Konjičanin, Konjičanin (BIH) |
| 7. december 2021 20:30 | Bont 6  | (17–18) | Roberts 8 | Palacio de los Deportes de Torrevieja, Torrevieja Tilskuere: 1,825 Dommere: Konjičanin, Konjičanin (BIH) |
| 7. december 2021 20:30 | 3×      | Rapport | 3×        | Palacio de los Deportes de Torrevieja, Torrevieja Tilskuere: 1,825 Dommere: Konjičanin, Konjičanin (BIH) |

### Gruppe E
| Pos | Hold      | K | V | U | T | M+ | M- | MF  | P | Kvalifikation  |
| --- | --------- | - | - | - | - | -- | -- | --- | - | -------------- |
| 1   | Tyskland  | 3 | 3 | 0 | 0 | 92 | 67 | +25 | 6 | Mellemrunde    |
| 2   | Ungarn    | 3 | 2 | 0 | 1 | 91 | 83 | +8  | 4 | Mellemrunde    |
| 3   | Tjekkiet  | 3 | 1 | 0 | 2 | 74 | 86 | −12 | 2 | Mellemrunde    |
| 4   | Slovakiet | 3 | 0 | 0 | 3 | 74 | 95 | −21 | 0 | Presidents Cup |

| 2. december 2021 18.00 | Tyskland             | 31–21   | Tjekkiet       | Poliesportiu Pla de L'Arc, Llíria Tilskuere: 375 Dommere: Belkhiri, Hamidi (ALG) |
| 2. december 2021 18.00 | Grijseels, Maidhof 4 | (17–10) | tre spillere 4 | Poliesportiu Pla de L'Arc, Llíria Tilskuere: 375 Dommere: Belkhiri, Hamidi (ALG) |
| 2. december 2021 18.00 | 3× 1×                | Rapport | 4× 1×          | Poliesportiu Pla de L'Arc, Llíria Tilskuere: 375 Dommere: Belkhiri, Hamidi (ALG) |

| 2. december 2021 20:30 | Ungarn           | 35–29   | Slovakiet  | Poliesportiu Pla de L'Arc, Llíria Tilskuere: 448 Dommere: Christiansen, Hansen (DEN) |
| 2. december 2021 20:30 | Háfra, Klujber 7 | (16–16) | Bíziková 8 | Poliesportiu Pla de L'Arc, Llíria Tilskuere: 448 Dommere: Christiansen, Hansen (DEN) |
| 2. december 2021 20:30 | 2×               | Rapport | 3×         | Poliesportiu Pla de L'Arc, Llíria Tilskuere: 448 Dommere: Christiansen, Hansen (DEN) |

| 4. december 2021 18:00 | Slovakiet            | 22–36   | Tyskland    | Poliesportiu Pla de L'Arc, Llíria Tilskuere: 1,144 Dommere: Koo, Lee (KOR) |
| 4. december 2021 18:00 | Bajčiová, Bíziková 4 | (12–17) | Grijseels 6 | Poliesportiu Pla de L'Arc, Llíria Tilskuere: 1,144 Dommere: Koo, Lee (KOR) |
| 4. december 2021 18:00 | 3×                   | Rapport | 3×          | Poliesportiu Pla de L'Arc, Llíria Tilskuere: 1,144 Dommere: Koo, Lee (KOR) |

| 4. december 2021 20:30 | Ungarn     | 32–29   | Tjekkiet     | Poliesportiu Pla de L'Arc, Llíria Tilskuere: 1,145 Dommere: Gasmi, Gasmi (FRA) |
| 4. december 2021 20:30 | Klujber 11 | (17–15) | Jeřábková 10 | Poliesportiu Pla de L'Arc, Llíria Tilskuere: 1,145 Dommere: Gasmi, Gasmi (FRA) |
| 4. december 2021 20:30 | 7× 2×      | Rapport | 2×           | Poliesportiu Pla de L'Arc, Llíria Tilskuere: 1,145 Dommere: Gasmi, Gasmi (FRA) |

| 6. december 2021 18:00 | Tjekkiet             | 24–23   | Slovakiet | Poliesportiu Pla de L'Arc, Llíria Tilskuere: 1,294 Dommere: Erdoğan, Özdeniz (TUR) |
| 6. december 2021 18:00 | Jeřábková, Zachová 4 | (15–14) | Lancz 5   | Poliesportiu Pla de L'Arc, Llíria Tilskuere: 1,294 Dommere: Erdoğan, Özdeniz (TUR) |
| 6. december 2021 18:00 | 3× 1×                | Rapport | 2× 1×     | Poliesportiu Pla de L'Arc, Llíria Tilskuere: 1,294 Dommere: Erdoğan, Özdeniz (TUR) |

| 6. december 2021 20:30 | Tyskland             | 25–24   | Ungarn   | Poliesportiu Pla de L'Arc, Llíria Tilskuere: 2,053 Dommere: Álvarez, Bustamante (ESP) |
| 6. december 2021 20:30 | Maidhof, Schmelzer 5 | (14–9)  | Lukács 5 | Poliesportiu Pla de L'Arc, Llíria Tilskuere: 2,053 Dommere: Álvarez, Bustamante (ESP) |
| 6. december 2021 20:30 | 3× 1×                | Rapport | 3×       | Poliesportiu Pla de L'Arc, Llíria Tilskuere: 2,053 Dommere: Álvarez, Bustamante (ESP) |

### Gruppe F
| Pos | Hold     | K | V | U | T | M+  | M- | MF  | P | Kvalifikation  |
| --- | -------- | - | - | - | - | --- | -- | --- | - | -------------- |
| 1   | Danmark  | 3 | 3 | 0 | 0 | 102 | 57 | +45 | 6 | Mellemrunde    |
| 2   | Sydkorea | 3 | 2 | 0 | 1 | 91  | 87 | +4  | 4 | Mellemrunde    |
| 3   | Congo    | 3 | 1 | 0 | 2 | 74  | 94 | −20 | 2 | Mellemrunde    |
| 4   | Tunesien | 3 | 0 | 0 | 3 | 69  | 99 | −30 | 0 | Presidents Cup |

| 2. december 2021 18:00 | Sydkorea | 37–23   | Congo  | Palau d'Esports de Granollers, Granollers Tilskuere: 641 Dommere: García, Paolantoni (ARG) |
| 2. december 2021 18:00 | Kim S. 6 | (22–11) | Nkou 5 | Palau d'Esports de Granollers, Granollers Tilskuere: 641 Dommere: García, Paolantoni (ARG) |
| 2. december 2021 18:00 | 3× 1×    | Rapport | 3×     | Palau d'Esports de Granollers, Granollers Tilskuere: 641 Dommere: García, Paolantoni (ARG) |

| 2. december 2021 20:30 | Danmark    | 34–16   | Tunesien | Palau d'Esports de Granollers, Granollers Tilskuere: 727 Dommere: Sá, Sá (POR) |
| 2. december 2021 20:30 | Heindahl 6 | (16–8)  | Amiche 4 | Palau d'Esports de Granollers, Granollers Tilskuere: 727 Dommere: Sá, Sá (POR) |
| 2. december 2021 20:30 | 5×         | Rapport | 3×       | Palau d'Esports de Granollers, Granollers Tilskuere: 727 Dommere: Sá, Sá (POR) |

| 4. december 2021 18:00 | Sydkorea | 31–29   | Tunesien | Palau d'Esports de Granollers, Granollers Tilskuere: 491 Dommere: Stancu, Lovin (ROU) |
| 4. december 2021 18:00 | Ryu 7    | (14–14) | Rezgui 6 | Palau d'Esports de Granollers, Granollers Tilskuere: 491 Dommere: Stancu, Lovin (ROU) |
| 4. december 2021 18:00 | 4×       | Rapport | 2×       | Palau d'Esports de Granollers, Granollers Tilskuere: 491 Dommere: Stancu, Lovin (ROU) |

| 4. december 2021 20:30 | Congo      | 18–33   | Danmark  | Palau d'Esports de Granollers, Granollers Tilskuere: 611 Dommere: Lončar, Lončar (CRO) |
| 4. december 2021 20:30 | Ngombele 5 | (7–18)  | Nolsøe 6 | Palau d'Esports de Granollers, Granollers Tilskuere: 611 Dommere: Lončar, Lončar (CRO) |
| 4. december 2021 20:30 | 4×         | Rapport | 5×       | Palau d'Esports de Granollers, Granollers Tilskuere: 611 Dommere: Lončar, Lončar (CRO) |

| 6. december 2021 18:00 | Tunesien  | 24–33   | Congo    | Palau d'Esports de Granollers, Granollers Tilskuere: 972 Dommere: Covalciuc, Covalciuc (MDA) |
| 6. december 2021 18:00 | Hachana 7 | (9–18)  | Yimga 11 | Palau d'Esports de Granollers, Granollers Tilskuere: 972 Dommere: Covalciuc, Covalciuc (MDA) |
| 6. december 2021 18:00 | 1× 2×     | Rapport | 5× 3×    | Palau d'Esports de Granollers, Granollers Tilskuere: 972 Dommere: Covalciuc, Covalciuc (MDA) |

| 6. december 2021 20:30 | Danmark   | 35–23   | Sydkorea | Palau d'Esports de Granollers, Granollers Tilskuere: 1,502 Dommere: Gasmi, Gasmi (FRA) |
| 6. december 2021 20:30 | Iversen 6 | (19–14) | Ryu 9    | Palau d'Esports de Granollers, Granollers Tilskuere: 1,502 Dommere: Gasmi, Gasmi (FRA) |
| 6. december 2021 20:30 | 2×        | Rapport | 2×       | Palau d'Esports de Granollers, Granollers Tilskuere: 1,502 Dommere: Gasmi, Gasmi (FRA) |

### Gruppe G
| Pos | Hold      | K | V | U | T | M+ | M-  | MF  | P | Kvalifikation  |
| --- | --------- | - | - | - | - | -- | --- | --- | - | -------------- |
| 1   | Brasilien | 3 | 3 | 0 | 0 | 92 | 69  | +23 | 6 | Mellemrunde    |
| 2   | Japan     | 3 | 2 | 0 | 1 | 93 | 72  | +21 | 4 | Mellemrunde    |
| 3   | Kroatien  | 3 | 1 | 0 | 2 | 89 | 74  | +15 | 2 | Mellemrunde    |
| 4   | Paraguay  | 3 | 0 | 0 | 3 | 52 | 111 | −59 | 0 | Presidents Cup |

| 2. december 2021 18:00 | Kroatien   | 25–30   | Brasilien  | Pabellón Ciutat de Castelló, Castelló Tilskuere: 700 Dommere: El-Saied, El-Saied (EGY) |
| 2. december 2021 18:00 | Blažević 7 | (12–18) | De Paula 7 | Pabellón Ciutat de Castelló, Castelló Tilskuere: 700 Dommere: El-Saied, El-Saied (EGY) |
| 2. december 2021 18:00 | 3× 1×      | Rapport | 3× 1×      | Pabellón Ciutat de Castelló, Castelló Tilskuere: 700 Dommere: El-Saied, El-Saied (EGY) |

| 2. december 2021 20:30 | Japan    | 40–17   | Paraguay           | Pabellón Ciutat de Castelló, Castelló Tilskuere: 400 Dommere: Konjičanin, Konjičanin (BIH) |
| 2. december 2021 20:30 | Aizawa 6 | (19–10) | Fiore, Fernandez 4 | Pabellón Ciutat de Castelló, Castelló Tilskuere: 400 Dommere: Konjičanin, Konjičanin (BIH) |
| 2. december 2021 20:30 | 6×       | Rapport | 2×                 | Pabellón Ciutat de Castelló, Castelló Tilskuere: 400 Dommere: Konjičanin, Konjičanin (BIH) |

| 4. december 2021 18:00 | Paraguay | 16–38   | Kroatien         | Pabellón Ciutat de Castelló, Castelló Tilskuere: 550 Dommere: Erdoğan, Özdeniz (TUR) |
| 4. december 2021 18:00 | Acuña 5  | (5–15)  | Blažević, Turk 6 | Pabellón Ciutat de Castelló, Castelló Tilskuere: 550 Dommere: Erdoğan, Özdeniz (TUR) |
| 4. december 2021 18:00 | 8×       | Rapport | 5× 1×            | Pabellón Ciutat de Castelló, Castelló Tilskuere: 550 Dommere: Erdoğan, Özdeniz (TUR) |

| 4. december 2021 20:30 | Japan          | 25–29   | Brasilien | Pabellón Ciutat de Castelló, Castelló Tilskuere: 890 Dommere: Christiansen, Hansen (DEN) |
| 4. december 2021 20:30 | tre spillere 4 | (15–12) | Cardoso 7 | Pabellón Ciutat de Castelló, Castelló Tilskuere: 890 Dommere: Christiansen, Hansen (DEN) |
| 4. december 2021 20:30 | 5×             | Rapport | 2× 1×     | Pabellón Ciutat de Castelló, Castelló Tilskuere: 890 Dommere: Christiansen, Hansen (DEN) |

| 6. december 2021 18:00 | Brasilien  | 33–19   | Paraguay             | Pabellón Ciutat de Castelló, Castelló Tilskuere: 850 Dommere: Koo, Lee (KOR) |
| 6. december 2021 18:00 | Quintino 6 | (20–7)  | Fernández, Mendoza 3 | Pabellón Ciutat de Castelló, Castelló Tilskuere: 850 Dommere: Koo, Lee (KOR) |
| 6. december 2021 18:00 | 4× 1×      | Rapport | 1×                   | Pabellón Ciutat de Castelló, Castelló Tilskuere: 850 Dommere: Koo, Lee (KOR) |

| 6. december 2021 20:30 | Kroatien | 26–28   | Japan      | Pabellón Ciutat de Castelló, Castelló Tilskuere: 1,100 Dommere: Alpaidze, Berezkina (RUS) |
| 6. december 2021 20:30 | Turk 5   | (14–14) | Nakayama 9 | Pabellón Ciutat de Castelló, Castelló Tilskuere: 1,100 Dommere: Alpaidze, Berezkina (RUS) |
| 6. december 2021 20:30 | 1× 4×    | Rapport | 7×         | Pabellón Ciutat de Castelló, Castelló Tilskuere: 1,100 Dommere: Alpaidze, Berezkina (RUS) |

### Gruppe H
| Pos | Hold        | K | V | U | T | M+ | M-  | MF  | P | Kvalifikation  |
| --- | ----------- | - | - | - | - | -- | --- | --- | - | -------------- |
| 1   | Spanien (V) | 3 | 3 | 0 | 0 | 93 | 50  | +43 | 6 | Mellemrunde    |
| 2   | Argentina   | 3 | 2 | 0 | 1 | 80 | 82  | −2  | 4 | Mellemrunde    |
| 3   | Østrig      | 3 | 1 | 0 | 2 | 86 | 89  | −3  | 2 | Mellemrunde    |
| 4   | Kina        | 3 | 0 | 0 | 3 | 69 | 107 | −38 | 0 | Presidents Cup |

| 1. december 2021 20:30 | Spanien          | 29–13   | Argentina        | Palacio de los Deportes de Torrevieja, Torrevieja Tilskuere: 2,080 Dommere: Alpaidze, Berezkina (RUS) |
| 1. december 2021 20:30 | Cabral, Campos 5 | (11–10) | Karsten, Urban 3 | Palacio de los Deportes de Torrevieja, Torrevieja Tilskuere: 2,080 Dommere: Alpaidze, Berezkina (RUS) |
| 1. december 2021 20:30 | 4× 2×            | Rapport | 5×               | Palacio de los Deportes de Torrevieja, Torrevieja Tilskuere: 2,080 Dommere: Alpaidze, Berezkina (RUS) |

| 2. december 2021 18:00 | Østrig   | 38–27   | Kina    | Palacio de los Deportes de Torrevieja, Torrevieja Tilskuere: 250 Dommere: Mitrović, Vešović (MNE) |
| 2. december 2021 18:00 | Pandza 9 | (22–13) | Zhang 8 | Palacio de los Deportes de Torrevieja, Torrevieja Tilskuere: 250 Dommere: Mitrović, Vešović (MNE) |
| 2. december 2021 18:00 | 4×       | Rapport | 9× 2×   | Palacio de los Deportes de Torrevieja, Torrevieja Tilskuere: 250 Dommere: Mitrović, Vešović (MNE) |

| 4. december 2021 18:00 | Østrig    | 29–31   | Argentina  | Palacio de los Deportes de Torrevieja, Torrevieja Tilskuere: 1,622 Dommere: Krichen, Makhlouf (TUN) |
| 4. december 2021 18:00 | Pandza 10 | (14–18) | Karsten 11 | Palacio de los Deportes de Torrevieja, Torrevieja Tilskuere: 1,622 Dommere: Krichen, Makhlouf (TUN) |
| 4. december 2021 18:00 | 8× 2× 1×  | Rapport | 4×         | Palacio de los Deportes de Torrevieja, Torrevieja Tilskuere: 1,622 Dommere: Krichen, Makhlouf (TUN) |

| 4. december 2021 20:30 | Kina      | 18–33   | Spanien  | Palacio de los Deportes de Torrevieja, Torrevieja Tilskuere: 2,619 Dommere: Covalciuc, Covalciuc (MDA) |
| 4. december 2021 20:30 | Wang S. 3 | (7–16)  | Cabral 5 | Palacio de los Deportes de Torrevieja, Torrevieja Tilskuere: 2,619 Dommere: Covalciuc, Covalciuc (MDA) |
| 4. december 2021 20:30 | 5× 1×     | Rapport | 2× 1×    | Palacio de los Deportes de Torrevieja, Torrevieja Tilskuere: 2,619 Dommere: Covalciuc, Covalciuc (MDA) |

| 6. december 2021 18:00 | Argentina | 36–24   | Kina  | Palacio de los Deportes de Torrevieja, Torrevieja Tilskuere: 1,326 Dommere: El-Saied, El-Saied (EGY) |
| 6. december 2021 18:00 | Karsten 8 | (17–9)  | Jin 8 | Palacio de los Deportes de Torrevieja, Torrevieja Tilskuere: 1,326 Dommere: El-Saied, El-Saied (EGY) |
| 6. december 2021 18:00 |           | Rapport | 6×    | Palacio de los Deportes de Torrevieja, Torrevieja Tilskuere: 1,326 Dommere: El-Saied, El-Saied (EGY) |

| 6. december 2021 20:30 | Spanien  | 31–19   | Østrig   | Palacio de los Deportes de Torrevieja, Torrevieja Tilskuere: 3,000 Dommere: Sekulić, Jovandić (SRB) |
| 6. december 2021 20:30 | Martín 9 | (14–6)  | Kovács 8 | Palacio de los Deportes de Torrevieja, Torrevieja Tilskuere: 3,000 Dommere: Sekulić, Jovandić (SRB) |
| 6. december 2021 20:30 | 2×       | Rapport | 3×       | Palacio de los Deportes de Torrevieja, Torrevieja Tilskuere: 3,000 Dommere: Sekulić, Jovandić (SRB) |

## Presidents Cup

### Gruppe I
| Pos | Hold       | K | V | U | T | M+  | M-  | MF  | P |                |
| --- | ---------- | - | - | - | - | --- | --- | --- | - | -------------- |
| 1   | Angola     | 3 | 3 | 0 | 0 | 128 | 43  | +85 | 6 | 25. plads kamp |
| 2   | Cameroun   | 3 | 2 | 0 | 1 | 98  | 75  | +23 | 4 | 27. plads kamp |
| 3   | Usbekistan | 3 | 1 | 0 | 2 | 71  | 126 | −55 | 2 | 29. plads kamp |
| 4   | Iran       | 3 | 0 | 0 | 3 | 57  | 110 | −53 | 0 | 31. plads kamp |

| 9. december 2021 15:00 | Angola    | 35–24   | Cameroun | Poliesportiu Pla de L'Arc, Llíria Tilskuere: 220 Dommere: Lovin, Stancu (ROU) |
| 9. december 2021 15:00 | Kassoma 6 | (16–14) | Ekoh 7   | Poliesportiu Pla de L'Arc, Llíria Tilskuere: 220 Dommere: Lovin, Stancu (ROU) |
| 9. december 2021 15:00 | 6× 2× 1×  | Rapport | 2× 1×    | Poliesportiu Pla de L'Arc, Llíria Tilskuere: 220 Dommere: Lovin, Stancu (ROU) |

| 9. december 2021 17:30 | Iran      | 32–37   | Usbekistan      | Poliesportiu Pla de L'Arc, Llíria Tilskuere: 415 Dommere: El-Saied, El-Saied (EGY) |
| 9. december 2021 17:30 | Ghasemi 9 | (18–20) | Khudoykulova 11 | Poliesportiu Pla de L'Arc, Llíria Tilskuere: 415 Dommere: El-Saied, El-Saied (EGY) |
| 9. december 2021 17:30 | 3× 1×     | Rapport | 3× 1×           | Poliesportiu Pla de L'Arc, Llíria Tilskuere: 415 Dommere: El-Saied, El-Saied (EGY) |

| 11. december 2021 15:00 | Angola    | 41–8    | Iran      | Poliesportiu Pla de L'Arc, Llíria Tilskuere: 285 Dommere: Stancu, Lovin (ROU) |
| 11. december 2021 15:00 | Kassoma 8 | (24–4)  | Kianara 4 | Poliesportiu Pla de L'Arc, Llíria Tilskuere: 285 Dommere: Stancu, Lovin (ROU) |
| 11. december 2021 15:00 | 3× 2×     | Rapport | 1×        | Poliesportiu Pla de L'Arc, Llíria Tilskuere: 285 Dommere: Stancu, Lovin (ROU) |

| 11. december 2021 17:30 | Cameroun | 42–23   | Usbekistan  | Poliesportiu Pla de L'Arc, Llíria Tilskuere: 400 Dommere: Sá, Sá (POR) |
| 11. december 2021 17:30 | Ateba 14 | (19–6)  | Bahromova 6 | Poliesportiu Pla de L'Arc, Llíria Tilskuere: 400 Dommere: Sá, Sá (POR) |
| 11. december 2021 17:30 | 1×       | Rapport | 3×          | Poliesportiu Pla de L'Arc, Llíria Tilskuere: 400 Dommere: Sá, Sá (POR) |

| 13. december 2021 15:00 | Usbekistan | 11–52   | Angola    | Poliesportiu Pla de L'Arc, Llíria Tilskuere: 50 Dommere: Sá, Sá (POR) |
| 13. december 2021 15:00 | Mirzaeva 3 | (5–30)  | Kassoma 8 | Poliesportiu Pla de L'Arc, Llíria Tilskuere: 50 Dommere: Sá, Sá (POR) |
| 13. december 2021 15:00 | 1×         | Rapport | 2× 1×     | Poliesportiu Pla de L'Arc, Llíria Tilskuere: 50 Dommere: Sá, Sá (POR) |

| 13. december 2021 17:30 | Cameroun | 32–17   | Iran      | Poliesportiu Pla de L'Arc, Llíria Tilskuere: 120 Dommere: Erdoğan, Özdeniz (TUR) |
| 13. december 2021 17:30 | Ebanga 7 | (14–9)  | Kianara 5 | Poliesportiu Pla de L'Arc, Llíria Tilskuere: 120 Dommere: Erdoğan, Özdeniz (TUR) |
| 13. december 2021 17:30 | 1×       | Rapport | 1×        | Poliesportiu Pla de L'Arc, Llíria Tilskuere: 120 Dommere: Erdoğan, Özdeniz (TUR) |

### Gruppe II
| Pos | Hold      | K | V | U | T | M+ | M- | MF  | P |                |
| --- | --------- | - | - | - | - | -- | -- | --- | - | -------------- |
| 1   | Slovakiet | 3 | 3 | 0 | 0 | 74 | 54 | +20 | 6 | 25. plads kamp |
| 2   | Tunesien  | 3 | 2 | 0 | 1 | 72 | 59 | +13 | 4 | 27. plads kamp |
| 3   | Paraguay  | 3 | 1 | 0 | 2 | 85 | 92 | −7  | 2 | 29. plads kamp |
| 4   | Kina      | 3 | 0 | 0 | 3 | 24 | 50 | −26 | 0 | 31. plads kamp |

| 8. december 2021 15:00 | Slovakiet  | 31–27   | Tunesien | Poliesportiu Pla de L'Arc, Llíria Tilskuere: 320 Dommere: Erdoğan, Özdeniz (TUR) |
| 8. december 2021 15:00 | Bíziková 9 | (17–14) | Rezgui 6 | Poliesportiu Pla de L'Arc, Llíria Tilskuere: 320 Dommere: Erdoğan, Özdeniz (TUR) |
| 8. december 2021 15:00 | 3×         | Rapport | 2×       | Poliesportiu Pla de L'Arc, Llíria Tilskuere: 320 Dommere: Erdoğan, Özdeniz (TUR) |

| 8. december 2021 17:30 | Paraguay  | 30–24   | Kina       | Poliesportiu Pla de L'Arc, Llíria Tilskuere: 966 Dommere: Sá, Sá (POR) |
| 8. december 2021 17:30 | Mendoza 6 | (12–12) | Mengqing 9 | Poliesportiu Pla de L'Arc, Llíria Tilskuere: 966 Dommere: Sá, Sá (POR) |
| 8. december 2021 17:30 | 3× 1×     | Rapport | 7× 1×      | Poliesportiu Pla de L'Arc, Llíria Tilskuere: 966 Dommere: Sá, Sá (POR) |

| 10. december 2021 15:00 | Slovakiet | 33–27   | Paraguay       | Poliesportiu Pla de L'Arc, Llíria Tilskuere: 120 Dommere: El-Saied, El-Saied (EGY) |
| 10. december 2021 15:00 | Lancz 9   | (16–15) | Acuña, Fiore 8 | Poliesportiu Pla de L'Arc, Llíria Tilskuere: 120 Dommere: El-Saied, El-Saied (EGY) |
| 10. december 2021 15:00 | 2× 3×     | Rapport | 4× 1×          | Poliesportiu Pla de L'Arc, Llíria Tilskuere: 120 Dommere: El-Saied, El-Saied (EGY) |

| 10. december 2021 | Tunesien | 10–0 | Kina |  |
| 10. december 2021 |          |      |      |  |
| 10. december 2021 |          |      |      |  |

| 12. december 2021 15:00 | Kina | 0–10 | Slovakiet |  |
| 12. december 2021 15:00 |      |      |           |  |
| 12. december 2021 15:00 |      |      |           |  |

| 12. december 2021 18:30 | Tunesien  | 35–28   | Paraguay    | Poliesportiu Pla de L'Arc, Llíria Tilskuere: 823 Dommere: Lovin, Stancu (ROU) |
| 12. december 2021 18:30 | Hachana 8 | (17–11) | Fernández 8 | Poliesportiu Pla de L'Arc, Llíria Tilskuere: 823 Dommere: Lovin, Stancu (ROU) |
| 12. december 2021 18:30 | 4×        | Rapport | 3× 1×       | Poliesportiu Pla de L'Arc, Llíria Tilskuere: 823 Dommere: Lovin, Stancu (ROU) |

### 31. plads kamp
| 15. december 2021 | Iran | 10–0 | Kina |  |
| 15. december 2021 |      |      |      |  |
| 15. december 2021 |      |      |      |  |

### 29. plads kamp
| 15. december 2021 12:30 | Usbekistan       | 33–39   | Paraguay | Poliesportiu Pla de L'Arc, Llíria Tilskuere: 450 Dommere: El-Saied, El-Saied (EGY) |
| 15. december 2021 12:30 | Abdumannonova 11 | (19–19) | Fiore 10 | Poliesportiu Pla de L'Arc, Llíria Tilskuere: 450 Dommere: El-Saied, El-Saied (EGY) |
| 15. december 2021 12:30 | 2×               | Rapport | 2×       | Poliesportiu Pla de L'Arc, Llíria Tilskuere: 450 Dommere: El-Saied, El-Saied (EGY) |

### 27. plads kamp
| 15. december 2021 15:00 | Cameroun        | 29–35   | Tunesien   | Poliesportiu Pla de L'Arc, Llíria Tilskuere: 500 Dommere: Erdoğan, Özdeniz (TUR) |
| 15. december 2021 15:00 | Essam, Ebanga 9 | (15–20) | Hachana 10 | Poliesportiu Pla de L'Arc, Llíria Tilskuere: 500 Dommere: Erdoğan, Özdeniz (TUR) |
| 15. december 2021 15:00 | 2× 1×           | Rapport | 3× 2×      | Poliesportiu Pla de L'Arc, Llíria Tilskuere: 500 Dommere: Erdoğan, Özdeniz (TUR) |

### 25. plads kamp
| 15. december 2021 17:30 | Angola            | 23–21   | Slovakiet  | Poliesportiu Pla de L'Arc, Llíria Tilskuere: 340 Dommere: Koo, Lee (KOR) |
| 15. december 2021 17:30 | Guialo, Kassoma 6 | (11–9)  | Bíziková 7 | Poliesportiu Pla de L'Arc, Llíria Tilskuere: 340 Dommere: Koo, Lee (KOR) |
| 15. december 2021 17:30 | 5× 1×             | Rapport | 4×         | Poliesportiu Pla de L'Arc, Llíria Tilskuere: 340 Dommere: Koo, Lee (KOR) |

## Mellemrunde

### Gruppe I
| Pos | Hold       | K | V | U | T | M+  | M-  | MF  | P  | Kvalifikation |
| --- | ---------- | - | - | - | - | --- | --- | --- | -- | ------------- |
| 1   | Frankrig   | 5 | 5 | 0 | 0 | 134 | 100 | +34 | 10 | Kvartfinaler  |
| 2   | RHF        | 5 | 3 | 1 | 1 | 143 | 129 | +14 | 7  | Kvartfinaler  |
| 3   | Serbien    | 5 | 3 | 0 | 2 | 124 | 125 | −1  | 6  |               |
| 4   | Polen      | 5 | 2 | 0 | 3 | 120 | 131 | −11 | 4  |               |
| 5   | Slovenien  | 5 | 1 | 1 | 3 | 123 | 131 | −8  | 3  |               |
| 6   | Montenegro | 5 | 0 | 0 | 5 | 115 | 143 | −28 | 0  |               |

| 9. december 2021 15:30 | RHF     | 26–26   | Slovenien | Palau d'Esports de Granollers, Granollers Tilskuere: 385 Dommere: García, Paolantoni (ARG) |
| 9. december 2021 15:30 | Ilina 7 | (14–15) | Stanko 7  | Palau d'Esports de Granollers, Granollers Tilskuere: 385 Dommere: García, Paolantoni (ARG) |
| 9. december 2021 15:30 | 2×      | Rapport | 6× 1×     | Palau d'Esports de Granollers, Granollers Tilskuere: 385 Dommere: García, Paolantoni (ARG) |

| 9. december 2021 18:00 | Montenegro  | 25–27   | Serbien     | Palau d'Esports de Granollers, Granollers Tilskuere: 810 Dommere: Álvarez, Bustamante (ESP) |
| 9. december 2021 18:00 | Radičević 8 | (18–14) | Radojević 8 | Palau d'Esports de Granollers, Granollers Tilskuere: 810 Dommere: Álvarez, Bustamante (ESP) |
| 9. december 2021 18:00 | 6×          | Rapport | 1×          | Palau d'Esports de Granollers, Granollers Tilskuere: 810 Dommere: Álvarez, Bustamante (ESP) |

| 9. december 2021 20:30 | Frankrig | 26–16   | Polen          | Palau d'Esports de Granollers, Granollers Tilskuere: 884 Dommere: Lončar, Lončar (CRO) |
| 9. december 2021 20:30 | Foppa 5  | (14–9)  | tre spillere 3 | Palau d'Esports de Granollers, Granollers Tilskuere: 884 Dommere: Lončar, Lončar (CRO) |
| 9. december 2021 20:30 | 1×       | Rapport | 4×             | Palau d'Esports de Granollers, Granollers Tilskuere: 884 Dommere: Lončar, Lončar (CRO) |

| 11. december 2021 15:30 | Montenegro           | 25–31   | RHF                        | Palau d'Esports de Granollers, Granollers Tilskuere: 843 Dommere: Erdoğan, Özdeniz (TUR) |
| 11. december 2021 15:30 | Brnović, Radičević 7 | (10–18) | Fomina, Skorobogattjenko 6 | Palau d'Esports de Granollers, Granollers Tilskuere: 843 Dommere: Erdoğan, Özdeniz (TUR) |
| 11. december 2021 15:30 | 5× 2×                | Rapport | 5× 2×                      | Palau d'Esports de Granollers, Granollers Tilskuere: 843 Dommere: Erdoğan, Özdeniz (TUR) |

| 11. december 2021 18.00 | Serbien     | 19–22   | Frankrig | Palau d'Esports de Granollers, Granollers Tilskuere: 975 Dommere: Álvarez, Bustamante (ESP) |
| 11. december 2021 18.00 | Radojević 5 | (12–9)  | Zaadi 6  | Palau d'Esports de Granollers, Granollers Tilskuere: 975 Dommere: Álvarez, Bustamante (ESP) |
| 11. december 2021 18.00 | 2×          | Rapport | 5× 1×    | Palau d'Esports de Granollers, Granollers Tilskuere: 975 Dommere: Álvarez, Bustamante (ESP) |

| 11. december 2021 20:30 | Slovenien | 26–27   | Polen   | Palau d'Esports de Granollers, Granollers Tilskuere: 902 Dommere: Covalciuc, Covalciuc (MDA) |
| 11. december 2021 20:30 | Gros 8    | (13–12) | Nocuń 6 | Palau d'Esports de Granollers, Granollers Tilskuere: 902 Dommere: Covalciuc, Covalciuc (MDA) |
| 11. december 2021 20:30 | 4×        | Rapport | 1×      | Palau d'Esports de Granollers, Granollers Tilskuere: 902 Dommere: Covalciuc, Covalciuc (MDA) |

| 13. december 2021 15:30 | Polen    | 33–28   | Montenegro | Palau d'Esports de Granollers, Granollers Tilskuere: 320 Dommere: Paolantoni, García (ARG) |
| 13. december 2021 15:30 | Rosiak 7 | (16–9)  | Brnović 6  | Palau d'Esports de Granollers, Granollers Tilskuere: 320 Dommere: Paolantoni, García (ARG) |
| 13. december 2021 15:30 | 3× 1×    | Rapport | 2×         | Palau d'Esports de Granollers, Granollers Tilskuere: 320 Dommere: Paolantoni, García (ARG) |

| 13. december 2021 18:00 | Serbien       | 31–25   | Slovenien | Palau d'Esports de Granollers, Granollers Tilskuere: 1,180 Dommere: Merz, Kuttler (GER) |
| 13. december 2021 18:00 | Stoiljković 7 | (19–14) | Varagić 5 | Palau d'Esports de Granollers, Granollers Tilskuere: 1,180 Dommere: Merz, Kuttler (GER) |
| 13. december 2021 18:00 | 3× 2×         | Rapport | 5×        | Palau d'Esports de Granollers, Granollers Tilskuere: 1,180 Dommere: Merz, Kuttler (GER) |

| 13. december 2021 20:30 | RHF          | 28–33   | Frankrig        | Palau d'Esports de Granollers, Granollers Tilskuere: 2,620 Dommere: Álvarez, Bustamante (ESP) |
| 13. december 2021 20:30 | Managarova 5 | (12–17) | Foppa, Pineau 5 | Palau d'Esports de Granollers, Granollers Tilskuere: 2,620 Dommere: Álvarez, Bustamante (ESP) |
| 13. december 2021 20:30 | 2×           | Rapport | 3× 1×           | Palau d'Esports de Granollers, Granollers Tilskuere: 2,620 Dommere: Álvarez, Bustamante (ESP) |

### Gruppe II
| Pos | Hold        | K | V | U | T | M+  | M-  | MF   | P | Kvalifikation |
| --- | ----------- | - | - | - | - | --- | --- | ---- | - | ------------- |
| 1   | Norge       | 5 | 4 | 1 | 0 | 189 | 111 | +78  | 9 | Kvartfinaler  |
| 2   | Sverige     | 5 | 3 | 2 | 0 | 198 | 121 | +77  | 8 | Kvartfinaler  |
| 3   | Holland     | 5 | 3 | 1 | 1 | 212 | 128 | +84  | 7 |               |
| 4   | Rumænien    | 5 | 2 | 0 | 3 | 163 | 135 | +28  | 4 |               |
| 5   | Puerto Rico | 5 | 1 | 0 | 4 | 82  | 216 | −134 | 2 |               |
| 6   | Kasakhstan  | 5 | 0 | 0 | 5 | 97  | 230 | −133 | 0 |               |

| 9. december 2021 15:30 | Holland        | 31–30   | Rumænien        | Pabellón Ciutat de Castelló, Castelló Tilskuere: 450 Dommere: Alpaidze, Berezkina (RUS) |
| 9. december 2021 15:30 | Van Wetering 6 | (17–14) | Laslo, Pintea 6 | Pabellón Ciutat de Castelló, Castelló Tilskuere: 450 Dommere: Alpaidze, Berezkina (RUS) |
| 9. december 2021 15:30 | 2×             | Rapport | 3× 1×           | Pabellón Ciutat de Castelló, Castelló Tilskuere: 450 Dommere: Alpaidze, Berezkina (RUS) |

| 9. december 2021 18:00 | Norge              | 43–7    | Puerto Rico    | Pabellón Ciutat de Castelló, Castelló Tilskuere: 350 Dommere: Erdoğan, Özdeniz (TUR) |
| 9. december 2021 18:00 | Solberg-Isaksen 10 | (21–3)  | tre spillere 2 | Pabellón Ciutat de Castelló, Castelló Tilskuere: 350 Dommere: Erdoğan, Özdeniz (TUR) |
| 9. december 2021 18:00 | 1×                 | Rapport | 1×             | Pabellón Ciutat de Castelló, Castelló Tilskuere: 350 Dommere: Erdoğan, Özdeniz (TUR) |

| 9. december 2021 20:30 | Kasakhstan    | 20–55   | Sverige   | Pabellón Ciutat de Castelló, Castelló Tilskuere: 290 Dommere: Koo, Lee (KOR) |
| 9. december 2021 20:30 | Alexandrova 7 | (10–21) | Hagman 19 | Pabellón Ciutat de Castelló, Castelló Tilskuere: 290 Dommere: Koo, Lee (KOR) |
| 9. december 2021 20:30 | 2×            | Rapport | 1×        | Pabellón Ciutat de Castelló, Castelló Tilskuere: 290 Dommere: Koo, Lee (KOR) |

| 11. december 2021 15:30 | Rumænien     | 43–20   | Puerto Rico         | Pabellón Ciutat de Castelló, Castelló Tilskuere: 650 Dommere: Mitrović, Vešović (MNE) |
| 11. december 2021 15:30 | Dindiligan 7 | (20–9)  | Ceballos, Fuentes 4 | Pabellón Ciutat de Castelló, Castelló Tilskuere: 650 Dommere: Mitrović, Vešović (MNE) |
| 11. december 2021 15:30 | 2×           | Rapport | 3×                  | Pabellón Ciutat de Castelló, Castelló Tilskuere: 650 Dommere: Mitrović, Vešović (MNE) |

| 11. december 2021 18:00 | Kasakhstan    | 15–61   | Holland         | Pabellón Ciutat de Castelló, Castelló Tilskuere: 950 Dommere: Koo, Lee (KOR) |
| 11. december 2021 18:00 | Alexandrova 5 | (9–27)  | Van Wetering 18 | Pabellón Ciutat de Castelló, Castelló Tilskuere: 950 Dommere: Koo, Lee (KOR) |
| 11. december 2021 18:00 | 3× 1×         | Rapport | 1×              | Pabellón Ciutat de Castelló, Castelló Tilskuere: 950 Dommere: Koo, Lee (KOR) |

| 11. december 2021 20:30 | Sverige  | 30–30   | Norge         | Pabellón Ciutat de Castelló, Castelló Tilskuere: 2,100 Dommere: Kuttler, Merz (GER) |
| 11. december 2021 20:30 | Hagman 9 | (12–14) | Kristiansen 7 | Pabellón Ciutat de Castelló, Castelló Tilskuere: 2,100 Dommere: Kuttler, Merz (GER) |
| 11. december 2021 20:30 | 4× 1×    | Rapport | 2×            | Pabellón Ciutat de Castelló, Castelló Tilskuere: 2,100 Dommere: Kuttler, Merz (GER) |

| 13. december 2021 15:30 | Puerto Rico | 30–27   | Kasakhstan    | Pabellón Ciutat de Castelló, Castelló Tilskuere: 250 Dommere: Koo, Lee (KOR) |
| 13. december 2021 15:30 | Ceballos 13 | (13–11) | Alexandrova 8 | Pabellón Ciutat de Castelló, Castelló Tilskuere: 250 Dommere: Koo, Lee (KOR) |
| 13. december 2021 15:30 | 3×          | Rapport | 3×            | Pabellón Ciutat de Castelló, Castelló Tilskuere: 250 Dommere: Koo, Lee (KOR) |

| 13. december 2021 18:00 | Sverige | 34–30   | Rumænien | Pabellón Ciutat de Castelló, Castelló Tilskuere: 1,600 Dommere: Mitrović, Vešović (MNE) |
| 13. december 2021 18:00 | Blohm 7 | (19–14) | Laslo 7  | Pabellón Ciutat de Castelló, Castelló Tilskuere: 1,600 Dommere: Mitrović, Vešović (MNE) |
| 13. december 2021 18:00 | 1× 2×   | Rapport | 4× 2×    | Pabellón Ciutat de Castelló, Castelló Tilskuere: 1,600 Dommere: Mitrović, Vešović (MNE) |

| 13. december 2021 20:30 | Holland    | 34–37   | Norge     | Pabellón Ciutat de Castelló, Castelló Tilskuere: 2,500 Dommere: Konjičanin, Konjičanin (BIH) |
| 13. december 2021 20:30 | Housheer 9 | (17–17) | Reistad 9 | Pabellón Ciutat de Castelló, Castelló Tilskuere: 2,500 Dommere: Konjičanin, Konjičanin (BIH) |
| 13. december 2021 20:30 | 4×         | Rapport | 2× 3×     | Pabellón Ciutat de Castelló, Castelló Tilskuere: 2,500 Dommere: Konjičanin, Konjičanin (BIH) |

### Gruppe III
| Pos | Hold     | K | V | U | T | M+  | M-  | MF  | P  | Kvalifikation |
| --- | -------- | - | - | - | - | --- | --- | --- | -- | ------------- |
| 1   | Danmark  | 5 | 5 | 0 | 0 | 159 | 90  | +69 | 10 | Kvartfinaler  |
| 2   | Tyskland | 5 | 4 | 0 | 1 | 138 | 123 | +15 | 8  | Kvartfinaler  |
| 3   | Ungarn   | 5 | 3 | 0 | 2 | 140 | 134 | +6  | 6  |               |
| 4   | Sydkorea | 5 | 2 | 0 | 3 | 148 | 156 | −8  | 4  |               |
| 5   | Tjekkiet | 5 | 1 | 0 | 4 | 114 | 145 | −31 | 2  |               |
| 6   | Congo    | 5 | 0 | 0 | 5 | 102 | 153 | −51 | 0  |               |

| 8. december 2021 15:30 | Tjekkiet    | 26–32   | Sydkorea | Palau d'Esports de Granollers, Granollers Tilskuere: 542 Dommere: Covalciuc, Covalciuc (MDA) |
| 8. december 2021 15:30 | Cholevová 6 | (13–20) | Kim J. 8 | Palau d'Esports de Granollers, Granollers Tilskuere: 542 Dommere: Covalciuc, Covalciuc (MDA) |
| 8. december 2021 15:30 | 2×          | Rapport | 2× 1×    | Palau d'Esports de Granollers, Granollers Tilskuere: 542 Dommere: Covalciuc, Covalciuc (MDA) |

| 8. december 2021 18:00 | Tyskland        | 29–18   | Congo        | Palau d'Esports de Granollers, Granollers Tilskuere: 1,558 Dommere: Belkhiri, Hamidi (ALG) |
| 8. december 2021 18:00 | Stockschläder 6 | (15–7)  | Diagouraga 7 | Palau d'Esports de Granollers, Granollers Tilskuere: 1,558 Dommere: Belkhiri, Hamidi (ALG) |
| 8. december 2021 18:00 | 5× 1×           | Rapport | 3× 1×        | Palau d'Esports de Granollers, Granollers Tilskuere: 1,558 Dommere: Belkhiri, Hamidi (ALG) |

| 8. december 2021 20:30 | Danmark     | 30–19   | Ungarn   | Palau d'Esports de Granollers, Granollers Dommere: Lončar, Lončar (CRO) |
| 8. december 2021 20:30 | Jørgensen 6 | (15–11) | Kácsor 4 | Palau d'Esports de Granollers, Granollers Dommere: Lončar, Lončar (CRO) |
| 8. december 2021 20:30 | 3× 1×       | Rapport | 3× 1×    | Palau d'Esports de Granollers, Granollers Dommere: Lončar, Lončar (CRO) |

| 10. december 2021 15:30 | Sydkorea | 28–37   | Tyskland          | Palau d'Esports de Granollers, Granollers Tilskuere: 438 Dommere: Paolantoni, García (ARG) |
| 10. december 2021 15:30 | Lee 6    | (16–19) | Bölk, Grijseels 8 | Palau d'Esports de Granollers, Granollers Tilskuere: 438 Dommere: Paolantoni, García (ARG) |
| 10. december 2021 15:30 | 4×       | Rapport | 6× 1×             | Palau d'Esports de Granollers, Granollers Tilskuere: 438 Dommere: Paolantoni, García (ARG) |

| 10. december 2021 18:00 | Ungarn    | 30–22   | Congo      | Palau d'Esports de Granollers, Granollers Tilskuere: 583 Dommere: Covalciuc, Covalciuc (MDA) |
| 10. december 2021 18:00 | Planéta 8 | (16–8)  | Ngombele 7 | Palau d'Esports de Granollers, Granollers Tilskuere: 583 Dommere: Covalciuc, Covalciuc (MDA) |
| 10. december 2021 18:00 | 3×        | Rapport | 4× 2×      | Palau d'Esports de Granollers, Granollers Tilskuere: 583 Dommere: Covalciuc, Covalciuc (MDA) |

| 10. december 2021 20:30 | Tjekkiet   | 14–29   | Danmark | Palau d'Esports de Granollers, Granollers Tilskuere: 1,019 Dommere: Belkhiri, Hamidi (ALG) |
| 10. december 2021 20:30 | Kovářová 4 | (9–12)  | Friis 4 | Palau d'Esports de Granollers, Granollers Tilskuere: 1,019 Dommere: Belkhiri, Hamidi (ALG) |
| 10. december 2021 20:30 | 4× 1×      | Rapport | 4×      | Palau d'Esports de Granollers, Granollers Tilskuere: 1,019 Dommere: Belkhiri, Hamidi (ALG) |

| 12. december 2021 15:30 | Congo           | 21–24   | Tjekkiet  | Palau d'Esports de Granollers, Granollers Tilskuere: 620 Dommere: Lončar, Lončar (CRO) |
| 12. december 2021 15:30 | Divoko, Yimga 4 | (11–11) | Zachová 6 | Palau d'Esports de Granollers, Granollers Tilskuere: 620 Dommere: Lončar, Lončar (CRO) |
| 12. december 2021 15:30 | 2× 1×           | Rapport | 5× 1×     | Palau d'Esports de Granollers, Granollers Tilskuere: 620 Dommere: Lončar, Lončar (CRO) |

| 12. december 2021 18:00 | Sydkorea | 28–35   | Ungarn  | Palau d'Esports de Granollers, Granollers Tilskuere: 1,019 Dommere: Covalciuc, Covalciuc (MDA) |
| 12. december 2021 18:00 | Lee 6    | (13–17) | Hafra 8 | Palau d'Esports de Granollers, Granollers Tilskuere: 1,019 Dommere: Covalciuc, Covalciuc (MDA) |
| 12. december 2021 18:00 | 4×       | Rapport | 3×      | Palau d'Esports de Granollers, Granollers Tilskuere: 1,019 Dommere: Covalciuc, Covalciuc (MDA) |

| 12. december 2021 20:30 | Danmark                        | 32–16   | Tyskland    | Palau d'Esports de Granollers, Granollers Tilskuere: 1,735 Dommere: Paolantoni, García (ARG) |
| 12. december 2021 20:30 | Jørgensen, Haugsted, Højlund 5 | (13–8)  | Grijseels 5 | Palau d'Esports de Granollers, Granollers Tilskuere: 1,735 Dommere: Paolantoni, García (ARG) |
| 12. december 2021 20:30 | 2× 1×                          | Rapport | 3× 2× 1×    | Palau d'Esports de Granollers, Granollers Tilskuere: 1,735 Dommere: Paolantoni, García (ARG) |

### Gruppe IV
| Pos | Hold        | K | V | U | T | M+  | M-  | MF  | P  | Kvalifikation |
| --- | ----------- | - | - | - | - | --- | --- | --- | -- | ------------- |
| 1   | Spanien (V) | 5 | 5 | 0 | 0 | 142 | 105 | +37 | 10 | Kvartfinaler  |
| 2   | Brasilien   | 5 | 4 | 0 | 1 | 145 | 127 | +18 | 8  | Kvartfinaler  |
| 3   | Japan       | 5 | 3 | 0 | 2 | 142 | 140 | +2  | 6  |               |
| 4   | Østrig      | 5 | 1 | 0 | 4 | 136 | 155 | −19 | 2  |               |
| 5   | Kroatien    | 5 | 1 | 0 | 4 | 125 | 138 | −13 | 2  |               |
| 6   | Argentina   | 5 | 1 | 0 | 4 | 112 | 141 | −29 | 2  |               |

| 8. december 2021 15:30 | Kroatien  | 28–22   | Argentina       | Palacio de los Deportes de Torrevieja, Torrevieja Tilskuere: 390 Dommere: Christiansen, Hansen (DEN) |
| 8. december 2021 15:30 | Posavec 8 | (12–14) | Cavo, Mendoza 5 | Palacio de los Deportes de Torrevieja, Torrevieja Tilskuere: 390 Dommere: Christiansen, Hansen (DEN) |
| 8. december 2021 15:30 | 6× 2×     | Rapport | 2×              | Palacio de los Deportes de Torrevieja, Torrevieja Tilskuere: 390 Dommere: Christiansen, Hansen (DEN) |

| 8. december 2021 18:00 | Brasilien | 38–31   | Østrig            | Palacio de los Deportes de Torrevieja, Torrevieja Tilskuere: 606 Dommere: Gasmi, Gasmi (FRA) |
| 8. december 2021 18:00 | Araujo 6  | (15–15) | Ivančok, Kovács 8 | Palacio de los Deportes de Torrevieja, Torrevieja Tilskuere: 606 Dommere: Gasmi, Gasmi (FRA) |
| 8. december 2021 18:00 | 3× 1×     | Rapport | 5× 2×             | Palacio de los Deportes de Torrevieja, Torrevieja Tilskuere: 606 Dommere: Gasmi, Gasmi (FRA) |

| 8. december 2021 20:30 | Spanien              | 28–26   | Japan               | Palacio de los Deportes de Torrevieja, Torrevieja Dommere: Krichen, Makhlouf (TUN) |
| 8. december 2021 20:30 | Cabral, Etxeberria 5 | (15–15) | Matsumoto, Aizawa 7 | Palacio de los Deportes de Torrevieja, Torrevieja Dommere: Krichen, Makhlouf (TUN) |
| 8. december 2021 20:30 | 2×                   | Rapport | 3×                  | Palacio de los Deportes de Torrevieja, Torrevieja Dommere: Krichen, Makhlouf (TUN) |

| 10. december 2021 15:30 | Argentina | 19–24   | Brasilien | Palacio de los Deportes de Torrevieja, Torrevieja Tilskuere: 200 Dommere: Konjičanin, Konjičanin (BIH) |
| 10. december 2021 15:30 | Karsten 5 | (10–13) | Matieli 9 | Palacio de los Deportes de Torrevieja, Torrevieja Tilskuere: 200 Dommere: Konjičanin, Konjičanin (BIH) |
| 10. december 2021 15:30 | 2×        | Rapport | 3× 1×     | Palacio de los Deportes de Torrevieja, Torrevieja Tilskuere: 200 Dommere: Konjičanin, Konjičanin (BIH) |

| 10. december 2021 18.00 | Japan   | 32–30   | Østrig       | Palacio de los Deportes de Torrevieja, Torrevieja Tilskuere: 450 Dommere: Jovandić, Sekulić (SRB) |
| 10. december 2021 18.00 | Kondo 6 | (15–19) | I. Ivančok 8 | Palacio de los Deportes de Torrevieja, Torrevieja Tilskuere: 450 Dommere: Jovandić, Sekulić (SRB) |
| 10. december 2021 18.00 | 2× 1×   | Rapport | 2×           | Palacio de los Deportes de Torrevieja, Torrevieja Tilskuere: 450 Dommere: Jovandić, Sekulić (SRB) |

| 10. december 2021 20:30 | Kroatien   | 23–27   | Spanien  | Palacio de los Deportes de Torrevieja, Torrevieja Tilskuere: 2,200 Dommere: Gasmi, Gasmi (FRA) |
| 10. december 2021 20:30 | Blažević 7 | (9–12)  | Cabral 6 | Palacio de los Deportes de Torrevieja, Torrevieja Tilskuere: 2,200 Dommere: Gasmi, Gasmi (FRA) |
| 10. december 2021 20:30 | 6× 2×      | Rapport | 3×       | Palacio de los Deportes de Torrevieja, Torrevieja Tilskuere: 2,200 Dommere: Gasmi, Gasmi (FRA) |

| 12. december 2021 15:30 | Argentina  | 27–31   | Japan          | Palacio de los Deportes de Torrevieja, Torrevieja Tilskuere: 500 Dommere: Christiansen, Hansen (DEN) |
| 12. december 2021 15:30 | Karsten 13 | (14–15) | tre spillere 7 | Palacio de los Deportes de Torrevieja, Torrevieja Tilskuere: 500 Dommere: Christiansen, Hansen (DEN) |
| 12. december 2021 15:30 | 3× 1×      | Rapport | 4×             | Palacio de los Deportes de Torrevieja, Torrevieja Tilskuere: 500 Dommere: Christiansen, Hansen (DEN) |

| 12. december 2021 18:00 | Østrig   | 27–23   | Kroatien | Palacio de los Deportes de Torrevieja, Torrevieja Tilskuere: 850 Dommere: Krichen, Makhlouf (TUN) |
| 12. december 2021 18:00 | Kovács 7 | (12–13) | Kalaus 6 | Palacio de los Deportes de Torrevieja, Torrevieja Tilskuere: 850 Dommere: Krichen, Makhlouf (TUN) |
| 12. december 2021 18:00 | 5× 2× 1× | Rapport | 3×       | Palacio de los Deportes de Torrevieja, Torrevieja Tilskuere: 850 Dommere: Krichen, Makhlouf (TUN) |

| 12. december 2021 20:30 | Spanien  | 27–24   | Brasilien  | Palacio de los Deportes de Torrevieja, Torrevieja Tilskuere: 3,000 Dommere: Sekulić, Jovandić (SRB) |
| 12. december 2021 20:30 | Cabral 7 | (12–10) | Quintino 6 | Palacio de los Deportes de Torrevieja, Torrevieja Tilskuere: 3,000 Dommere: Sekulić, Jovandić (SRB) |
| 12. december 2021 20:30 | 3×       | Rapport | 3×         | Palacio de los Deportes de Torrevieja, Torrevieja Tilskuere: 3,000 Dommere: Sekulić, Jovandić (SRB) |

## Slutspil

### Oversigt
|  | Kvartfinaler | Kvartfinaler |              |    | Semifinaler | Semifinaler |  |  | Finale | Finale |
|  |              |              |              |    |             |             |  |  |        |        |
|  | 15. december |              |              |    |             |             |  |  |        |        |
|  |              |              |              |    |             |             |  |  |        |        |
|  | Frankrig     | 31           |              |    |             |             |  |  |        |        |
|  | Frankrig     | 31           | 17. december |    |             |             |  |  |        |        |
|  | Sverige      | 26           |              |    |             |             |  |  |        |        |
|  | Sverige      | 26           | Frankrig     | 23 |             |             |  |  |        |        |
|  | 14. december |              | Frankrig     | 23 |             |             |  |  |        |        |
|  |              | Danmark      | 22           |    |             |             |  |  |        |        |
|  | Danmark      | Danmark      | 22           | 30 |             |             |  |  |        |        |
|  | Danmark      |              | 19. december | 30 |             |             |  |  |        |        |
|  | Brasilien    | 25           |              |    |             |             |  |  |        |        |
|  | Brasilien    | 25           | Frankrig     | 22 |             |             |  |  |        |        |
|  | 15. december |              | Frankrig     | 22 |             |             |  |  |        |        |
|  |              | Norge        | 29           |    |             |             |  |  |        |        |
|  | Norge        | Norge        | 29           | 34 |             |             |  |  |        |        |
|  | Norge        | 17. december |              | 34 |             |             |  |  |        |        |
|  | RHF          | 28           |              |    |             |             |  |  |        |        |
|  | RHF          | 28           | Norge        | 27 |             |             |  |  |        |        |
|  | 14 December  |              | Norge        | 27 |             |             |  |  |        |        |
|  |              | Spanien      | 21           |    | Tredjeplads | Tredjeplads |  |  |        |        |
|  | Spanien      | Spanien      | 21           | 26 | Tredjeplads | Tredjeplads |  |  |        |        |
|  | Spanien      |              | 19. december | 26 |             |             |  |  |        |        |
|  | Tyskland     | 21           |              |    |             |             |  |  |        |        |
|  | Tyskland     | 21           | Danmark      | 35 |             |             |  |  |        |        |
|  |              |              |              |    |             |             |  |  |        |        |
|  | Spanien      | 28           |              |    |             |             |  |  |        |        |
|  | Spanien      | 28           |              |    |             |             |  |  |        |        |

### Kvartfinaler
| 14. december 2021 17:30 | Danmark  | 30–25   | Brasilien  | Palau d'Esports de Granollers, Granollers Tilskuere: 1,220 Dommere: Sekulić, Jovandić (SRB) |
| 14. december 2021 17:30 | Nolsøe 6 | (14–13) | Cardoso 10 | Palau d'Esports de Granollers, Granollers Tilskuere: 1,220 Dommere: Sekulić, Jovandić (SRB) |
| 14. december 2021 17:30 | 5× 1×    | Rapport | 4× 1×      | Palau d'Esports de Granollers, Granollers Tilskuere: 1,220 Dommere: Sekulić, Jovandić (SRB) |

| 14. december 2021 20:30 | Spanien  | 26–21   | Tyskland  | Palau d'Esports de Granollers, Granollers Tilskuere: 2,565 Dommere: Christiansen, Hansen (DEN) |
| 14. december 2021 20:30 | Campos 7 | (14–10) | Maidhof 6 | Palau d'Esports de Granollers, Granollers Tilskuere: 2,565 Dommere: Christiansen, Hansen (DEN) |
| 14. december 2021 20:30 | 1× 2×    | Rapport | 3× 1×     | Palau d'Esports de Granollers, Granollers Tilskuere: 2,565 Dommere: Christiansen, Hansen (DEN) |

| 15. december 2021 17:30 | Norge  | 34–28   | RHF                         | Palau d'Esports de Granollers, Granollers Tilskuere: 870 Dommere: Merz, Kuttler (GER) |
| 15. december 2021 17:30 | Mørk 9 | (19–15) | Markova, Skorobogattjenko 4 | Palau d'Esports de Granollers, Granollers Tilskuere: 870 Dommere: Merz, Kuttler (GER) |
| 15. december 2021 17:30 | 2× 1×  | Rapport | 3× 1×                       | Palau d'Esports de Granollers, Granollers Tilskuere: 870 Dommere: Merz, Kuttler (GER) |

| 15. december 2021 20:30 | Frankrig                        | 31–26   | Sverige  | Palau d'Esports de Granollers, Granollers Tilskuere: 1,226 Dommere: Alpaidze, Berezkina (RUS) |
| 15. december 2021 20:30 | Toublanc, Lasscource, Flippes 4 | (15–15) | Hagman 9 | Palau d'Esports de Granollers, Granollers Tilskuere: 1,226 Dommere: Alpaidze, Berezkina (RUS) |
| 15. december 2021 20:30 | 3×                              | Rapport | 2×       | Palau d'Esports de Granollers, Granollers Tilskuere: 1,226 Dommere: Alpaidze, Berezkina (RUS) |

### Semifinaler
| 17. december 2021 17:30 | Frankrig | 23–22   | Danmark    | Palau d'Esports de Granollers, Granollers Tilskuere: 3,150 Dommere: Álvarez, Bustamante (ESP) |
| 17. december 2021 17:30 | Foppa 4  | (10–12) | Haugsted 5 | Palau d'Esports de Granollers, Granollers Tilskuere: 3,150 Dommere: Álvarez, Bustamante (ESP) |
| 17. december 2021 17:30 | 1× 2×    | Rapport | 4× 2×      | Palau d'Esports de Granollers, Granollers Tilskuere: 3,150 Dommere: Álvarez, Bustamante (ESP) |

| 17. december 2021 20:30 | Norge  | 27–21   | Spanien  | Palau d'Esports de Granollers, Granollers Tilskuere: 3,150 Dommere: Merz, Kuttler (GER) |
| 17. december 2021 20:30 | Mørk 8 | (11–11) | Cabral 5 | Palau d'Esports de Granollers, Granollers Tilskuere: 3,150 Dommere: Merz, Kuttler (GER) |
| 17. december 2021 20:30 | 3×     | Rapport | 2× 3×    | Palau d'Esports de Granollers, Granollers Tilskuere: 3,150 Dommere: Merz, Kuttler (GER) |

### Bronzekamp
| 19. december 2021 14:30 | Danmark    | 35–28   | Spanien  | Palau d'Esports de Granollers, Granollers Tilskuere: 3,969 Dommere: Konjičanin, Konjičanin (BIH) |
| 19. december 2021 14:30 | Burgaard 7 | (16–13) | Martín 6 | Palau d'Esports de Granollers, Granollers Tilskuere: 3,969 Dommere: Konjičanin, Konjičanin (BIH) |
| 19. december 2021 14:30 | 3× 1×      | Rapport | 4× 1×    | Palau d'Esports de Granollers, Granollers Tilskuere: 3,969 Dommere: Konjičanin, Konjičanin (BIH) |

### Finale
| 19. december 2021 17:30 | Frankrig | 22–29   | Norge     | Palau d'Esports de Granollers, Granollers Tilskuere: 4,316 Dommere: Alpaidze, Berezkina (RUS) |
| 19. december 2021 17:30 | Pineau 4 | (16–12) | Reistad 6 | Palau d'Esports de Granollers, Granollers Tilskuere: 4,316 Dommere: Alpaidze, Berezkina (RUS) |
| 19. december 2021 17:30 | 4× 1×    | Rapport | 3× 2×     | Palau d'Esports de Granollers, Granollers Tilskuere: 4,316 Dommere: Alpaidze, Berezkina (RUS) |

## Rangering
| Rang | Landshold   |
| ---- | ----------- |
| 1    | Norge       |
| 2    | Frankrig    |
| 3    | Danmark     |
| 4    | Spanien     |
| 5    | Sverige     |
| 6    | Brasilien   |
| 7    | Tyskland    |
| 8    | RHF         |
| 9    | Holland     |
| 10   | Ungarn      |
| 11   | Japan       |
| 12   | Serbien     |
| 13   | Rumænien    |
| 14   | Sydkorea    |
| 15   | Polen       |
| 16   | Østrig      |
| 17   | Slovenien   |
| 18   | Kroatien    |
| 19   | Tjekkiet    |
| 20   | Puerto Rico |
| 21   | Argentina   |
| 22   | Montenegro  |
| 23   | Congo       |
| 24   | Kasakhstan  |
| 25   | Angola      |
| 26   | Slovakiet   |
| 27   | Tunesien    |
| 28   | Cameroun    |
| 29   | Paraguay    |
| 30   | Usbekistan  |
| 31   | Iran        |
| 32   | Kina        |

|  | Kvalificeret til VM i håndbold 2023 |

| Verdensmestre 2021 · Norge · Fjerde titel Holdliste: Henny Reistad, Emilie Hegh Arntzen, Veronica Kristiansen, Nora Mørk, Stine Bredal Oftedal, Malin Aune, Silje Solberg, Kari Brattset Dale, Vilde Ingstad, Katrine Lunde, Moa Högdahl, Marit Røsberg Jacobsen, Camilla Herrem, Sanna Solberg-Isaksen, Kristine Breistøl, Emilie Hovden, Rikke Marie Granlund, Maren Aardahl. · Cheftræner: Thorir Hergeirsson. |

| Position       | Spiller            |
| -------------- | ------------------ |
| Målvogter      | Sandra Toft        |
| Højre fløj     | Carmen Martín      |
| Højre back     | Nora Mørk          |
| Playmaker      | Grâce Zaadi-Deuna  |
| Venstre back   | Henny Reistad      |
| Venstre fløj   | Coralie Lassource  |
| Stregspiller   | Pauletta Foppa     |
| Bedste spiller | Kari Brattset Dale |

## Statistik
| Nr | Navn               | Hold       | Mål | Skud | %  |
| -- | ------------------ | ---------- | --- | ---- | -- |
| 1  | Nathalie Hagman    | Sverige    | 71  | 91   | 78 |
| 2  | Alexandrina Cabral | Spanien    | 44  | 81   | 54 |
| 3  | Irina Alexandrova  | Kasakhstan | 43  | 87   | 49 |
| 3  | Elke Karsten       | Argentina  | 43  | 73   | 59 |
| 3  | Patricia Kovács    | Østrig     | 43  | 74   | 58 |
| 3  | Nora Mørk          | Norge      | 43  | 62   | 69 |
| 7  | Cyrielle Ebanga    | Cameroun   | 41  | 79   | 52 |
| 7  | Jovanka Radičević  | Montenegro | 41  | 56   | 73 |
| 9  | Bo van Wetering    | Holland    | 40  | 50   | 80 |
| 10 | Kari Brattset Dale | Norge      | 38  | 46   | 83 |
| 10 | Albertina Kassoma  | Angola     | 38  | 42   | 90 |
| 10 | Henny Reistad      | Norge      | 38  | 60   | 63 |

| Nr. | Navn                 | Hold      | %  | Redninger | Skud |
| --- | -------------------- | --------- | -- | --------- | ---- |
| 1   | Althea Reinhardt     | Danmark   | 50 | 71        | 141  |
| 3   | Yara ten Holte       | Holland   | 44 | 24        | 54   |
| 3   | Sandra Toft          | Danmark   | 43 | 80        | 188  |
| 4   | Kristina Graovac     | Serbien   | 40 | 26        | 65   |
| 4   | Tess Wester          | Holland   | 40 | 72        | 181  |
| 6   | Marta Alberto        | Angola    | 37 | 43        | 115  |
| 7   | Johanna Bundsen      | Sverige   | 36 | 20        | 56   |
| 7   | Mercedes Castellanos | Spanien   | 36 | 50        | 137  |
| 7   | Silvia Navarro       | Spanien   | 36 | 64        | 179  |
| 7   | Viktória Oguntoyová  | Slovakiet | 36 | 38        | 107  |
| 7   | Silje Solberg        | Norge     | 36 | 45        | 124  |

| Nr. | Navn                 | Hold       | Assists |
| --- | -------------------- | ---------- | ------- |
| 1   | Patricia Kovács      | Østrig     | 46      |
| 2   | Larissa Nüsser       | Holland    | 45      |
| 2   | Jamina Roberts       | Sverige    | 45      |
| 4   | Nora Mørk            | Norge      | 44      |
| 5   | Natsuki Aizawa       | Japan      | 42      |
| 5   | Stine Bredal Oftedal | Norge      | 42      |
| 5   | Lee Mi-gyeong        | Sydkorea   | 42      |
| 8   | Grâce Zaadi Deuna    | Frankrig   | 41      |
| 9   | Itana Grbić          | Montenegro | 39      |
| 10  | Marizza Faría        | Paraguay   | 36      |
| 10  | Kristina Jørgensen   | Danmark    | 36      |
| 10  | Adjani Ngouoko       | Cameroun   | 36      |

| Nr. | Navn                 | Hold      | Total | Gennemsnit |
| --- | -------------------- | --------- | ----- | ---------- |
| 1   | Line Haugsted        | Danmark   | 19    | 2.1        |
| 2   | Liliana Venâncio     | Angola    | 15    | 2.1        |
| 3   | Kelly Dulfer         | Holland   | 12    | 2.0        |
| 4   | Tamires de Araújo    | Brasilien | 10    | 1.4        |
| 5   | Kari Brattset Dale   | Norge     | 9     | 1.0        |
| 5   | Kristine Breistøl    | Norge     | 9     | 1.0        |
| 7   | Daniela de Jong      | Sverige   | 8     | 1.1        |
| 7   | Albertina Kassoma    | Angola    | 8     | 1.1        |
| 9   | Karina dos Santos    | Paraguay  | 7     | 1.0        |
| 9   | Béatrice Edwige      | Frankrig  | 7     | 0.8        |
| 9   | Irene Espínola Perez | Spanien   | 7     | 0.8        |
| 9   | Marija Petrović      | Serbien   | 7     | 1.2        |
| 9   | Danick Snelder       | Holland   | 7     | 1.2        |
| 9   | Yvette Yuoh          | Cameroun  | 7     | 1.0        |